# Iván Sánchez (actor)
Iván Sánchez (Móstoles, Madrid, 19 de noviembre de 1974) es un actor y modelo español.

## Biografía
En 2005 protagonizó El auténtico Rodrigo Leal, una serie que ridiculizaba los reality shows. Ese mismo año, recibió una oferta para presentar un concurso de parejas junto a la también modelo Eva González; su gran oportunidad llegaría un año después gracias a la serie Hospital Central, que le ofreció un papel principal como médico de Samur. 
Interpretó también en el cine gracias a Besos de gato (2003), de Rafael Alcázar y otro papel en Enloquecidas de Juan Luis Iborra junto a Jordi Rebellón.
Ha tenido papeles protagonistas en las series El auténtico Rodrigo Leal (2005) y, desde 2006, representa a Raúl Lara médico del SAMUR en Hospital Central, serie de Telecinco, aunque anteriormente ya había hecho secundarios de continuidad en otras como El Pantano (2003), Javier ya no vive solo (2003), El comisario (2003), La sopa boba (2004) o Con dos tacones (2006) e intervenciones en Periodistas (1998), London Street (2003), Un paso adelante (2003), Aquí no hay quien viva (2003) y De moda (2004).
En el Teatro Lara de Madrid ha representado la obra Fool for love. Junto a otros actores ha viajado por toda España, representando esta obra desde Santander en el Paraninfo de Las Llamas el pasado verano, hasta Sevilla.
Abandona la serie Hospital Central en marzo de 2011 para incorporarse a la telenovela hispano-estadounidense La Reina del Sur y posteriormente a la segunda temporada de la serie de Antena 3 Hispania, la leyenda.
En 2013, actuó de la mano de Televisa de México, donde hizo su debut en el papel antagonista principal como Hernán Saldaña, en La tempestad con William Levy y Ximena Navarrete.
En 2014 apareció como invitado en la segunda temporada de la serie Crossing Lines donde interpretó al reportero Mateo Cruz.
En 2015, vuelve a la televisión con Señorita Pólvora como protagonista, donde interpreta Miguel Galindo "M8". También en el mismo año novela de Televisa, Lo imperdonable con Ana Brenda Contreras, donde actúa como protagonista principal interpretando a Martín San Telmo. 
En 2016 protagoniza Yago junto a Gabriela de la Garza.
En 2017 se traslada a España para co-protagonizar el musical El Guardaespaldas en el Teatro Coliseum de Madrid, siendo un éxito de taquilla.
El 22 de abril de 2021 se confirma su incorporación en la sexta edición del talent culinario de MasterChef Celebrity.

### Vida personal
Se casó el 17 de octubre de 2014 en Pozuelo de Alarcón, Madrid, con la actriz Elia Galera, con la que tuvo dos hijas; Jimena (2006) y Olivia (2010). La pareja se divorció en 2016, tras confirmarse que Iván mantenía una relación sentimental con la actriz mexicana Ana Brenda Contreras.

## Filmografía

### Televisión
- Con esa misma mirada (2025) - Octavio Hidalgo[4]
- La mujer de mi vida (2024) - Ricardo Oribe / Pablo Silva[5]
- Las Bravas FC (2024)[6]
- Bosé (2022) - Miguel Bosé[7]
- MasterChef Celebrity España (2021) - Participante[8]
- Pequeñas coincidencias (2020) - Álex[9]
- No te puedes esconder (2019) - Alexander 'Álex' Molina[10]
- Queen of the South (2018) - Santiago López Fisterra[11]
- Yago (2016) - Yago Villa / Omar Guerrero
- Lo imperdonable (2015) - Martín San Telmo
- Señorita Pólvora (2015) - Miguel Galindo "M8"
- Crossing Lines (2014) - Mateo Cruz
- La tempestad (2013) - Hernán Saldaña
- Imperium (2012) - Fabio
- Hispania, la leyenda (2011-2012) - Fabio
- La reina del sur (2011) - Santiago López Fisterra "El Gallego"
- Hospital Central (2006-2011) - Dr. Raúl Lara
- ¿Donde estás corazón? (2009) - Él mismo
- Dímelo al oído (2006) - Conductor
- Con dos tacones (2006) - Eduardo
- Bailando por un sueño, Colombia (2006) - Participante
- Corazón (2005-2006) - El mismo
- El auténtico Rodrigo Leal (2005) - Rodrigo Leal
- Pasapalabra (2004) - Concursante
- De moda (2004)
- La sopa boba (2004) - Javier
- Un paso adelante (2003)
- Aquí no hay quien viva (2003) - Fran
- El comisario (2003) - Dani
- 7 vidas (2003) - Raúl Jiménez
- El pantano (2003) - Camarero
- Javier ya no vive solo (2002-2003)
- London Street (2003) - Doctor
- Periodistas (2002)

### Cine
- Culpa mía (2024) - William Leister[12]
- Mi hermano persigue dinosaurios (2019) - Médico
- Dibujando el cielo (2018) - Raul
- Backseat Fighter (2016) - Mark
- Paraíso perdido (2016) - Mateo
- A la mala (2015) - Ex-Kika
- Way Out (2012) - John
- Edificio Ural (2011) - Jorge
- Cíclope (2009, cortometraje) - Erick
- Paco  (2009) - Paco 6
- Enloquecidas (2008) - David
- El efecto Rubik, y el poder del color rojo (2006)
- Besos de gato (2003) - Camarero

### Teatro
- El guardaespaldas (2017-2018)[13]
- Nunca es tarde para aprender francés (2015)[14]

## Premios y reconocimientos

### Premios TVyNovelas (México)
| Año  | Categoría                        | Telenovela   | Resultado |
| ---- | -------------------------------- | ------------ | --------- |
| 2017 | Mejor actor protagónico en serie | Yago (serie) | Nominado  |
| 2014 | Mejor villano                    | La tempestad | Nominado  |

### Produ Awards
| Año  | Categoría                                 | Telenovela o Serie | Resultado |
| ---- | ----------------------------------------- | ------------------ | --------- |
| 2023 | Mejor actor principal de serie biográfica | Bosé               | Ganador   |